# Kết quả chi tiết giải bóng đá nữ vô địch quốc gia 2011
Kết quả chi tiết giải bóng đá nữ vô địch quốc gia 2011 (Tên chính thức là: Giải bóng đá nữ vô địch quốc gia - Cúp Vinatex 2011, đặt tên theo nhà tài trợ) là kết quả chi tiết giải đấu bóng đá lần thứ 14 của Giải vô địch bóng đá nữ Việt Nam do VFF tổ chức và Tập đoàn dệt may Việt Nam (Vinatex) tài trợ.

## Kết quả chi tiết
Giải bóng đá nữ Vô địch Quốc gia 2011 với sự tham dự của 6 đội bóng gồm: Hà Nội Tràng An 1, Hà Nội Tràng An II, Phong Phú Hà Nam, Than Khoáng sản Việt Nam, Thành phố Hồ Chí Minh và Gang thép Thái Nguyên, Giải bóng đá nữ Vô địch Quốc gia 2011 sẽ chính thức khởi tranh vào ngày 9/4/2011. Nhằm tạo điều kiện thi đấu nhiều hơn cho các cầu thủ, Ban tổ chức giải tiếp tục áp dụng phương thức thi đấu vòng tròn 2 lượt để tính điểm xếp hạng. Theo lịch thi đấu, các trận lượt đi sẽ diễn ra từ ngày 9/4 đến ngày 27/4/2011. Còn các trận lượt về sẽ khởi động vào ngày 2/7 và kết thúc vào ngày 20/7/2011. tất cả các trận đấu đều diễn ra tại Sân vận động Hà Nam, Thành phố Phủ Lý, Tỉnh Hà Nam.

### Vòng 1
| Phong Phú Hà Nam | 2–0      | Thành phố Hồ Chí Minh |
| --- | -------- | --------------------- |
| Trần Thị Thu (8) 7' · Nguyễn Thị Tuyết Dung (21) 50' · Văn Thị Thanh (7) 38' · Phạm Thị Tươi (5) 45+1' · Bùi Thị Như (6) 58' | Chi tiết |                       |

| Gang Thép Thái Nguyên | 0–1      | Than Khoáng Sản Việt Nam                          |
| --------------------- | -------- | ------------------------------------------------- |
|                       | Chi tiết | Nguyễn Thị Hạnh (13) 11' · Nguyễn Thị Mai (5) 17' |

| Hà Nội Tràng An II | 0–4      | Hà Nội Tràng An I                                                                               |
| ------------------ | -------- | ----------------------------------------------------------------------------------------------- |
|                    | Chi tiết | Nguyễn Thị Hòa (14) 22' · Nguyễn Thị Nga (8) 26' · Nguyễn Thị Muôn (7) 35' · Từ Thị Phụ (6) 44' |

### Vòng 2
| Gang Thép Thái Nguyên                         | 0–3      | Phong Phú Hà Nam |
| --------------------------------------------- | -------- | --- |
| Đinh Thị Thúy (8) 9' · Dương Thị Đào (10) 83' | Chi tiết | Trần Thị Thu (8) 10' · Nguyễn Thị Liễu (18) 57' · Nguyễn Thị Tuyết Dung (21) 72' · Trần Thị Thu (8) 30' · Nguyễn Thị Kim Thoa (19) 59' |

| Hà Nội Tràng An II                                                                               | 1–1      | Thành phố Hồ Chí Minh |
| ------------------------------------------------------------------------------------------------ | -------- | --- |
| Bùi Thị Lan (5) 7' · Nguyễn Thị Hòa (9) 10' · Văn Thị Xoan (11) 87' · Nguyễn Hương Ly (20) 90+2' | Chi tiết | Trần Nguyễn Bảo Châu (18) 23' · Trịnh Ngọc Hoa (20) 6' · Võ Thị Thùy Trinh (62) 60' · Lê Thị Thúy Loan (2) 69' · Ngô Thị Hạnh (8) 83' |

| Than Khoáng Sản Việt Nam                                               | 1–1      | Hà Nội Tràng An I                                                            |
| ---------------------------------------------------------------------- | -------- | ---------------------------------------------------------------------------- |
| Lê Thị Thương (9) 80' · Nguyễn Thị Muôn (7) 10' · Lê Thị Thủy (18) 33' | Chi tiết | Nguyễn Thị Thành (11) 69' · Lê Thị Thanh Mai (17) 24' · Vũ Thị Ngân (23) 68' |

### Vòng 3
| Phong Phú Hà Nam                            | 2–0      | Hà Nội Tràng An II     |
| ------------------------------------------- | -------- | ---------------------- |
| Bùi Thị Như (6) 56' · Phạm Thị Tươi (5) 71' | Chi tiết | Trịnh Thị Hoàn (6) 45' |

| Thành phố Hồ Chí Minh | 0–0      | Than Khoáng Sản Việt Nam                      |
| --------------------- | -------- | --------------------------------------------- |
| Huỳnh Như (47) 90+3'  | Chi tiết | Bùi Thị Phượng (21) 70' · Đỗ Thị Lan (12) 71' |

| Hà Nội Tràng An I                                   | 1–0      | Gang Thép Thái Nguyên                              |
| --------------------------------------------------- | -------- | -------------------------------------------------- |
| Nguyễn Thị Thành (11) 14' · Nguyễn Thị Muôn (7) 40' | Chi tiết | Trần Thị Thúy Nga (22) 60' · Đinh Thị Thúy (8) 70' |

### Vòng 4
| Than Khoáng Sản Việt Nam | 1–1      | Hà Nội Tràng An II                                  |
| ------------------------ | -------- | --------------------------------------------------- |
| Nhiêu Thùy Linh (3) 41'  | Chi tiết | Văn Thị Xoan (11) 49' · Nguyễn Thị Hương B (17) 85' |

| Gang Thép Thái Nguyên   | 0–1      | Thành phố Hồ Chí Minh                              |
| ----------------------- | -------- | -------------------------------------------------- |
| Trần Mai Tuyền (29) 73' | Chi tiết | Huỳnh Như (47) 78' · Trần Nguyễn Bảo Châu (18) 44' |

| Hà Nội Tràng An I | 2–1      | Phong Phú Hà Nam                                      |
| --- | -------- | ----------------------------------------------------- |
| Nguyễn Thị Hòa (14) 31' · Nguyễn Thị Ngọc Anh (15) 41' · Bùi Thúy An (2) 34' · Phùng Thị Nhung (17) 53' · Nguyễn Thị Thành (11) 64' · Nguyễn Thị Ngọc Anh (15) 75' · Nguyễn Thị Hòa (14) 83' · Lê Thị Thủy (18) 84' · Vũ Thị Huyền Linh (23) 90' | Chi tiết | Lê Thu Thanh Hương (10) 64' · Phạm Thị Tươi (5) 90+1' |

### Vòng 5
| Hà Nội Tràng An II | 0–0      | Gang Thép Thái Nguyên |
| ------------------ | -------- | --------------------- |
|                    | Chi tiết |                       |

| Thành phố Hồ Chí Minh                                                                                      | 1–0      | Hà Nội Tràng An I                                                        |
| --- | -------- | ------------------------------------------------------------------------ |
| Võ Thị Thùy Trinh (62) 23' · Võ Thị Thùy Trinh (62) 36' · Lê Thị Vui (15) 45' · Trần Thị Hồng Lĩnh (6) 72' | Chi tiết | Vũ Thị Nhung (21) 37' · Từ Thị Phụ (6) 45+1' · Dương Thị Bình (26) 90+4' |

| Phong Phú Hà Nam | 0–0      | Than Khoáng Sản Việt Nam |
| ---------------- | -------- | ------------------------ |
|                  | Chi tiết |                          |

### Vòng 6
| Phong Phú Hà Nam                                         | 2–1      | Than Khoáng Sản Việt Nam                                                                             |
| -------------------------------------------------------- | -------- | --- |
| Nguyễn Thị Nguyệt (11) 31' · Lê Thu Thanh Hương (10) 45' | Chi tiết | Võ Thị Ngân (23) 1' · Hoàng Thị Luyến (10) 14' · Phạm Hoàng Quỳnh (22) 25' · Nhiêu Thùy Linh (3) 45' |

| Hà Nội Tràng An I                                       | 3–1      | Hà Nội Tràng An II       |
| ------------------------------------------------------- | -------- | ------------------------ |
| Nguyễn Thị Hòa (14) 14', 16' · Nguyễn Thị Đăng (10) 20' | Chi tiết | Nguyễn Mai Ngọc (22) 55' |

| Gang Thép Thái Nguyên                           | 0–2      | Thành phố Hồ Chí Minh                    |
| ----------------------------------------------- | -------- | ---------------------------------------- |
| Chu Thị Hằng (16) 76' · Trần Mai Tuyền (29) 84' | Chi tiết | Lê Thị Vui (15) 41' · Huỳnh Như (47) 84' |

### Vòng 7
| Hà Nội Tràng An I                                                                     | 1–0      | Phong Phú Hà Nam            |
| ------------------------------------------------------------------------------------- | -------- | --------------------------- |
| Vũ Thị Huyền Linh (23) 75' · Nguyễn Thị Ngọc Anh (15) 60' · Nguyễn Thị Xuyến (27) 68' | Chi tiết | Lê Thu Thanh Hương (10) 58' |

| Gang Thép Thái Nguyên | 0–4      | Than Khoáng Sản Việt Nam                                                                                     |
| --------------------- | -------- | --- |
|                       | Chi tiết | Trần Thị Thúy Nga (22) 20' (ph.l.n) · Lê Thị Hiền (8) 52' · Phạm Hoàng Quỳnh (22) 59' · Võ Thị Hạnh (14) 80' |

| Hà Nội Tràng An II                              | 0–2      | Thành phố Hồ Chí Minh                                                       |
| ----------------------------------------------- | -------- | --------------------------------------------------------------------------- |
| Cao Thị Biên (19) 54' · Bùi Thị Lan (5) 40' 72' | Chi tiết | Ngô Thị Hạnh (8) 82' · Trần Thị Hồng Lĩnh (6) 84' · Cà Bích Phượng (23) 43' |

### Vòng 8
| Phong Phú Hà Nam                                                                 | 3–0      | Gang Thép Thái Nguyên |
| -------------------------------------------------------------------------------- | -------- | --------------------- |
| Nguyễn Thị Nguyệt (11) 44', 86' · Phạm Thị Tươi (5) 76' · Đỗ Thị Nguyên (29) 54' | Chi tiết |                       |

| Thành phố Hồ Chí Minh                                                                                               | 1–1      | Hà Nội Tràng An I                                                                                 |
| --- | -------- | ------------------------------------------------------------------------------------------------- |
| Trần Thị Hồng Lĩnh (6) 11' · Võ Thị Thùy Trinh (62) 30' · Trần Thị Thùy Trang (61) 41' · Trần Thị Hồng Lĩnh (6) 65' | Chi tiết | Từ Thị Phụ (6) 66' · Nguyễn Thị Xuyến (27) 10' · Từ Thị Phụ (6) 72' · Dương Thị Khánh Ly (25) 89' |

| Than Khoáng Sản Việt Nam | 0–0      | Hà Nội Tràng An II                                                 |
| ------------------------ | -------- | ------------------------------------------------------------------ |
| Nhiêu Thùy Linh (3) 85'  | Chi tiết | Vũ Thị Giang (4) 67' · Đỗ Thị Yến (7) 81' · Trịnh Thị Hoàn (6) 90' |

### Vòng 9
| Hà Nội Tràng An II                                                                                  | 1–2      | Gang Thép Thái Nguyên |
| --------------------------------------------------------------------------------------------------- | -------- | --- |
| Nguyễn Thị Hương B (17) 74' · Nguyễn Thị Hảo (2) 58' · Vũ Thị Giang (4) 89' · Cao Thị Biên (19) 95' | Chi tiết | Nguyễn Hải Hòa (2) 6' · Nguyễn Thị Cúc (17) 45+1' · Nguyễn Thị Huế (18) 51' · Dương Thị Thúy (19) 71' · Vũ Thị Nhung (25) 73' |

| Hà Nội Tràng An I                                          | 1–1      | Than Khoáng Sản Việt Nam                                                |
| ---------------------------------------------------------- | -------- | ----------------------------------------------------------------------- |
| Nguyễn Thị Muôn (7) 51' · Nguyễn Thị Ngọc Anh (15) 62' 72' | Chi tiết | Vũ Thị Ngân (23) 88' · Vũ Thị Lành (14) 80' · Lê Thị Thanh Mai (17) 85' |

| Thành phố Hồ Chí Minh | 2–0      | Phong Phú Hà Nam |
| --- | -------- | ---------------- |
| Võ Thị Thùy Trinh (62) 7' · Đỗ Hồng Tiến (9) 84' · Phan Thị Trang (10) 63' · Trần Thị Thu (4) 78' · Đỗ Hồng Tiến (9) 84' | Chi tiết |                  |

### Vòng 10
| Gang Thép Thái Nguyên | 0–2      | Hà Nội Tràng An I |
| --------------------- | -------- | --- |
| Chu Thị Hằng (16) 77' | Chi tiết | Nguyễn Thị Xuyến (27) 28' · Nguyễn Thị Muôn (7) 34' · Dương Thị Bình (26) 41' · Bùi Thúy An (2) 73' · Nguyễn Thị Muôn (7) 79' |

| Than Khoáng Sản Việt Nam                                                                                       | 0–0      | Thành phố Hồ Chí Minh |
| --- | -------- | --------------------- |
| Vũ Thị Ngân (23) 77' · Lê Thị Hiền (8) 90' · Nguyễn Thị Thanh Hảo (30) 90+3' · Nguyễn Thị Thanh Hảo (30) 90+4' | Chi tiết |                       |

| Phong Phú Hà Nam                                        | 1–0      | Hà Nội Tràng An II |
| ------------------------------------------------------- | -------- | ------------------ |
| Nguyễn Thị Liễu (18) 44' · Nguyễn Thị Kim Thoa (19) 58' | Chi tiết |                    |

## Bảng xếp hạng

### Bảng tổng sắp
| 1 | Hà Nội Tràng An 1     | 10 | 6 | 3 | 1 | 16 | 6  | 21 |
| 2 | Phong Phú Hà Nam      | 10 | 6 | 1 | 3 | 14 | 6  | 19 |
| 3 | Tp.Hồ Chí Minh        | 10 | 5 | 4 | 1 | 10 | 4  | 19 |
| 4 | TKS Việt Nam          | 10 | 2 | 7 | 1 | 10 | 6  | 13 |
| 5 | Gang Thép Thái Nguyên | 10 | 1 | 1 | 8 | 2  | 18 | 4  |
| 6 | Hà Nội Tràng An 2     | 10 | 0 | 4 | 6 | 5  | 17 | 4  |

## Kết quả tổng hợp
- Đội vô địch:Hà Nội Tràng An 1
- Đội hạng nhì:Phong Phú Hà Nam
- Đội thứ ba:Tp.Hồ Chí Minh
- Giải phong cách:Phong Phú Hà Nam
- Cầu thủ xuất sắc nhất:Nguyễn Thị Kim Tiến (16, Hà Nội Tràng An 1)
- Cầu thủ ghi nhiều bàn thắng nhất:Nguyễn Thị Hòa (14, Hà Nội Tràng An 1, 4 bàn)
- Thủ môn xuất sắc nhất:Đặng Thị Kiều Trinh (34, Tp.Hồ Chí Minh).
- Trận đấu có số khán giả đến sân đông nhất: 10.000 người vào ngày 23 tháng 4 năm 2011 giữa hai đội Phong Phú Hà Nam gặp Than Khoáng Sản Việt Nam trên sân vận động Hà Nam.

| Tổng hợp chi tiết | Tổng hợp chi tiết | Tổng hợp chi tiết | Tổng hợp chi tiết | Tổng hợp chi tiết |
| ----------------- | ----------------- | ----------------- | ----------------- | ----------------- |
| Vòng đấu          | Số bàn thắng      | Khán giả          | Thẻ vàng          | Thẻ đỏ            |
| 1                 | 7                 | 13.000            | 4                 | 0                 |
| 2                 | 7                 | 13.000            | 15                | 0                 |
| 3                 | 3                 | 15.000            | 6                 | 1                 |
| 4                 | 6                 | 15.000            | 11                | 0                 |
| 5                 | 1                 | 20.000            | 6                 | 0                 |
| 6                 | 9                 | 8000              | 5                 | 0                 |
| 7                 | 7                 | 9000              | 5                 | 1                 |
| 8                 | 5                 | 9000              | 11                | 0                 |
| 9                 | 7                 | 9000              | 9                 | 1                 |
| 10                | 3                 | 9000              | 8                 | 0                 |
| Kết quả           | 55                | 120.000           | 80                | 3                 |